# Keyenberg (neu)
Keyenberg (neu) ist ein seit 2016 entstandener Stadtteil von Erkelenz, Kreis Heinsberg, in Nordrhein-Westfalen. Der Ort wurde auf Grund der Umsiedlung des bisherigen Dorfes Keyenberg in Zusammenhang mit dem Tagebau Garzweiler gebaut, dieses bleibt aber nach aktualisierten Planungen von RWE erhalten.

## Lage

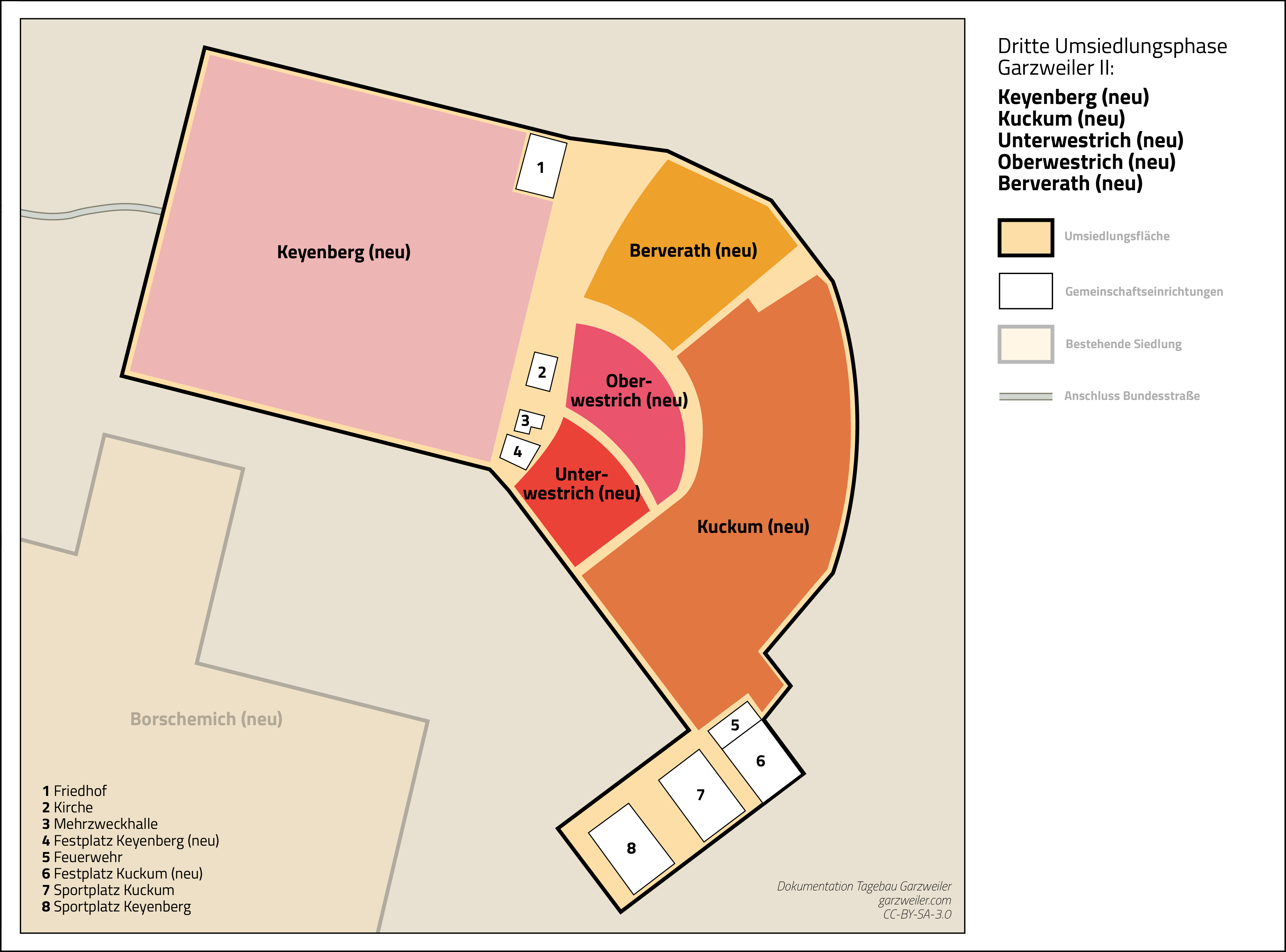
Keyenberg (neu) mit den anderen vier umgesiedelten Orten nördlich von Erkelenz der dritten Umsiedlungsphase des Tagebaus Garzweiler II.

Im Norden grenzt Keyenberg (neu) an Rath-Anhoven, im Osten an Berverath (neu), Unterwestrich (neu) und Oberwestrich (neu) sowie im Süden an Borschemich (neu).

## Allgemeines

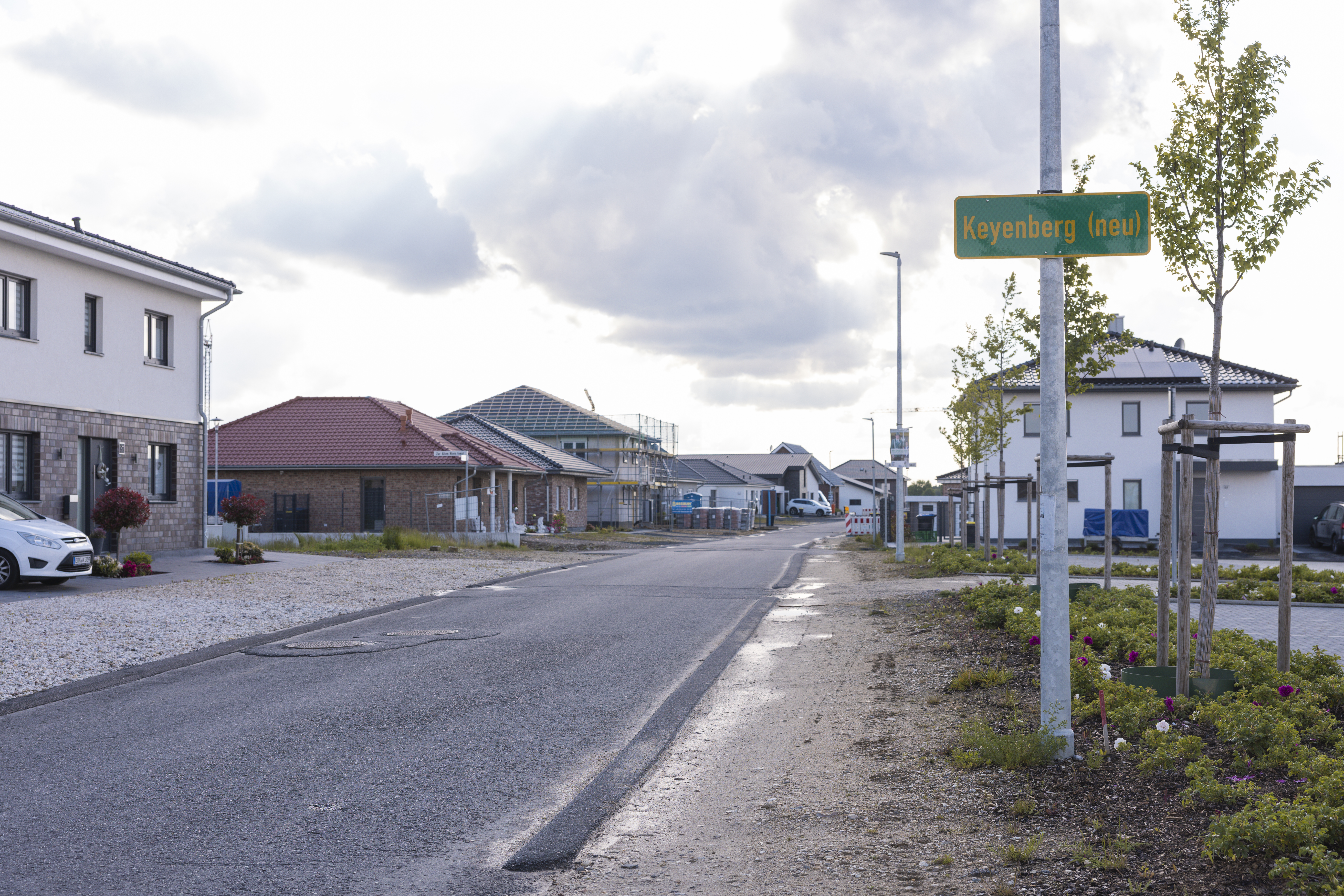
Ortseingang von Keyenberg (neu), 2021

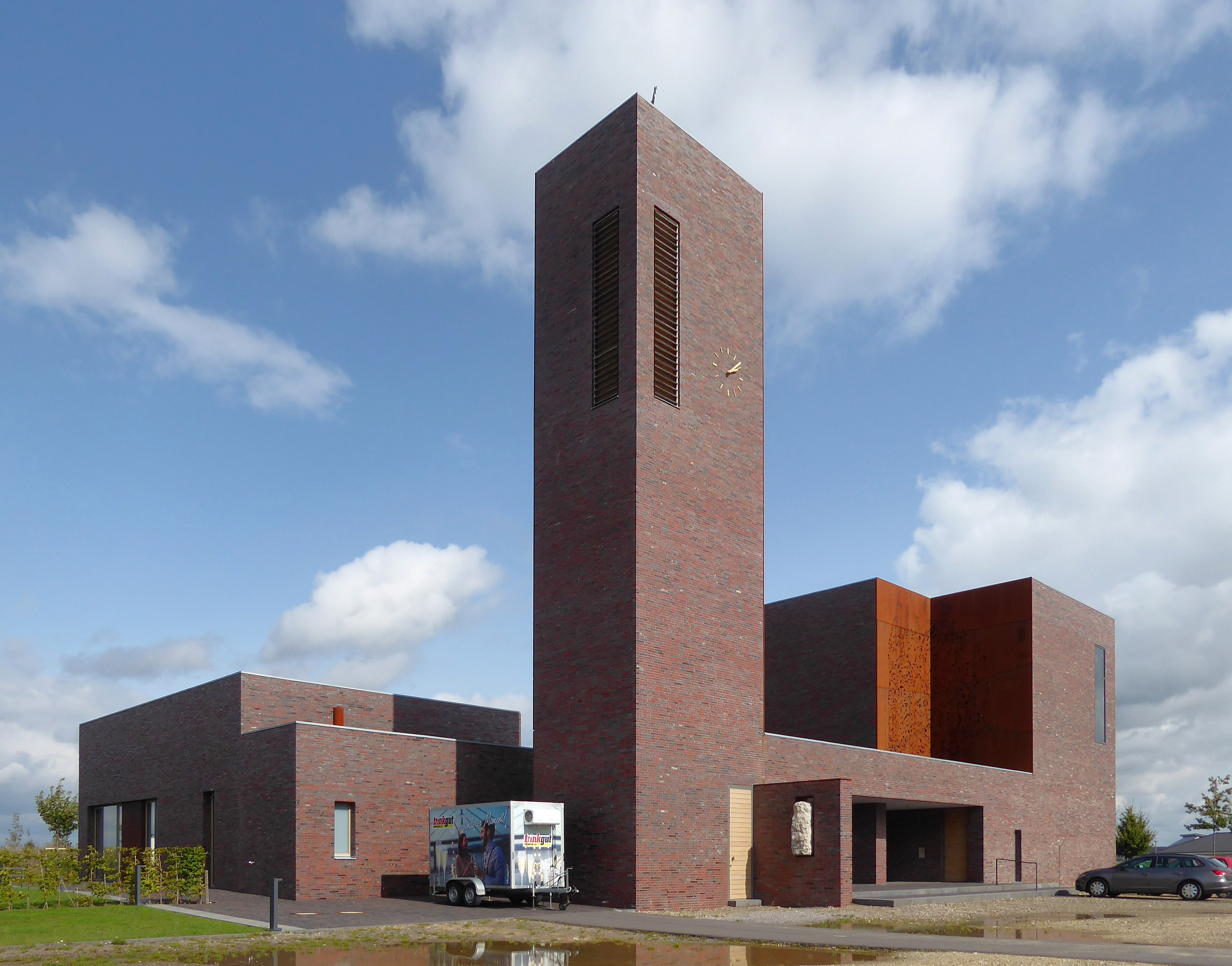
Die Kapelle St. Petrus, 2023

Seit dem 1. Dezember 2016 wurde der etwa sechs Kilometer entfernte Ort Keyenberg umgesiedelt. Der gemeinsame Bebauungsplan für die direkt benachbart liegenden Umsiedlungsorte Keyenberg (neu), Kuckum (neu), Westrich (neu) und Berverath (neu) erhielt am 22. Januar 2016 Rechtskraft. Der erste Spatenstich erfolgte am 9. April 2016, am Ende des Jahres war ein Großteil der Erschließung bereits fertiggestellt.
Durch Beschluss des Rates der Stadt Erkelenz vom 14. Mai 2025 wird der Ort ab dem 1. Juli 2026 von Keyenberg (neu) in Keyenberg umbenannt werden.

### Bevölkerungsentwicklung
Einwohnerzahlen der Ortschaft Keyenberg-Neu (Einwohnerzahlenentwicklung durch die Umsiedlung)
| Jahr | Ew. |
| ---- | --- |
| 2018 | 58  |
| 2019 | 160 |
| 2020 | 277 |
| 2021 | 352 |
| 2022 | 416 |

## Verkehr

### Bahn
Die nächsten Stationen befinden sich in Erkelenz und Herrath.

### Bus
Die AVV-Buslinie 412 der WestVerkehr verbindet Keyenberg (neu) wochentags mit Erkelenz und Wegberg.
| Linie | Verlauf |
| ----- | --- |
| 412   | Erkelenz Bf – Erkelenz Gymnasium / Erkelenz Burg – Borschemich (neu) – Kuckum (neu) – Keyenberg (neu) – Rath-Anhoven – Mehlbusch – Kipshoven – Moorshoven – Beeck – Beeckerheide – Gerichhausen – Wegberg Bf – Wegberg Busbf |

### Auto
Westlich von Keyenberg (neu) verläuft die Bundesstraße 57. Die nächstgelegene Autobahnanschlussstelle Erkelenz Ost an der A 46 befindet sich bei Mennekrath/Terheeg. Die Verkehrsanbindung des Ortes erfolgt über einen Kreisverkehr auf der B 57.